# Феликс Надар
Феликс Надар (фр. Gaspard-Félix Tournachon; Париз, 6. април 1820 — Париз, 21. мај 1910) је био француски фотограф, карикатурист, новинар, књижевник и израђивач балона.

## Биографија
Надар је рођен у Паризу (иако неки извори наводе Лион). Био је карикатурист у француским новинама Ле Шаривари 1848. Године 1849. створио је још и једну комичку ревију (Revue comique) и журнал Petit journal pour rire (Мале новине смеха). Прве фотографије снимио је 1853. а 1858. постао је први фотограф који је сликао фотографије из ваздуха.
Око 1863. Надар је израдио дивовски ваздушни балон којег је назвао „Див“, инспиришући Верна да напише књигу Пет недеља у балону. Овај му пројекат није успео и Надар је схватио да је будућност летења у летилицама тежим од ваздуха. Током своје посете Бриселу овим балоном Надар је подигао покретне преграде како би осигурао сигурност посматрача. До данашњих дана, у Белгији се покретне преграде називају “Надарове баријере”.
У априлу 1874. Надар је свој фото-студио изнајмио групи сликара и тако омогућио можда прву импресионистичку изложбу у историји. Фотографисао је Виктора Игоа на његовом смртном кревету 1885. Заслужан је за издање првог (1886) фото-интервјуа, а сликао је и еротске фотографије.
Након његове смрти 1910. сахрањен је на париском гробљу Пер Лашез. Мишел Ардан, лик из Верновог романа „Пут на Месец“, инспирисан је Надаром.

## Галерија
- Шарл Бодлер
- Александар III
- Сара Бернар
- Жорж Клемансо
- Камиј Коро
- Гистав Курбе
- Ежен Делакроа
- Гистав Доре (1859)
- Александар Дима (отац)
- Жан-Франсоа Мије
- Франц Лист
- Жорж Санд (1864)
- Жил Верн
- Теофил Готје
- Бри и његов летећи строј Албратрос II
- Надар (Гаспар-Феликс Турнашон) – Аутопортрет
- Аутопортрет
- Надаров син са члановима друге Јапанске амбасаде у Европи 1863.